# Alice Zawadzki
Alice Zawadzki (* 1985) ist eine britische Jazzsängerin, Geigerin und Komponistin.

## Leben und Wirken
Zawadzki, die in Abingdon, Oxfordshire, in einer Akademikerfamilie aufwuchs (ihre Mutter ist Linguistin, ihn Vater ein polnischer Historiker),  erhielt klassischen Geigenunterricht. Als Jugendliche ging sie bereits mit Lillian Boutté auf Tournee. Sie absolvierte ein Bachelorstudium in klassischer Violine am Royal Northern College of Music, wo sie auch den Hilda Collens Prize und die Cove Park Emerging Artists Residency gewann. Es folgte eine Ausbildung in Jazzgesang und Komposition im Masterstudiengang der Royal Academy of Music.
Zawadzki veröffentlichte nach fünf Jahren Vorbereitung 2014 bei Whirlwind Recordings ihr Debütalbum China Lane, eine eigenwillige Mischung von traditioneller, zeitgenössischer und imaginärer Folklore. Das Album wurde von der Kritik hoch gelobt: So testierte ihr John Fordham, ein echtes Original mit einer glockenhellen Stimme zu sein, die sich zu grüblerischen tiefen Tönen verdunkeln und sich mit der Flexibilität und dem harmonischen Bewusstsein einer Jazzsängerin drehen könne. Jamie Cullum präsentierte sie mit ihrer Band als „eine echte Kraft, mit der man rechnen muss“, live bei BBC Radio 2.
2015 folgte Zawadzkis Duoalbum mit dem Pianisten Dan Whieldon, auf dem sie neben dem „Basin Street Blues“ eine breitgefächerte Auswahl von Liedern von Nina Simone, John Coltrane, Wayne Shorter und Georg Friedrich Händel interpretierte. Daneben arbeitete Zawadzki auch mit dem Chaos Collective und dem Gitarristen Fred Moss in dessen Moss Project. 2017 komponierte sie zusammen mit der koreanischen Taegŭm-Spielerin Hyelim Kim Musik für ein Festival in Südkorea, die sie auch in London vorstellte.
Zawadzkis 2019 veröffentlichtes Album „Within You Is a World of Spring“ (Whirlwind Recordings) mit acht dramatischen Kompositionen, „die von Mystik und Eklektizismus geprägt sind,“ wurde vom Down Beat als „erdig“ und von Jazzwise als „ein Füllhorn an Köstlichkeiten“ beschrieben.
2024 veröffentlichte Zawadzki gemeinsam mit dem Pianisten Fred Thomas und dem Bassisten Misha Mullov-Abbado bei ECM Records das Album Za Górami, das Folk-Idiome sephardischer, englischer, polnischer und anderer Herkunft in frei fließendem Zusammenspiel mit beweglichen Strukturen verbindet.
Zawadzkis Stimme ist in zahlreichen Film- und Fernsehproduktionen zu hören, etwa in Disneys Kinofilm African Cats und in Charlie Brookers Black Mirror. Als Gesangssolistin trat sie bei George Fentons BBC Planet Earth Live in Concert Arena-Tournee (mit den Prager Philharmonikern) auf. Sie konzertierte international mit diversen Sinfonieorchestern und als Solistin in der Royal Albert Hall für James Horners A Life in Music. Auch arbeitete sie mit dem Marcin Wasilewski Trio, Avishai Cohen, Gwyneth Herbert, Jason Yarde, Shabaka Hutchings, Kit Downes, Ruth Goller, der City of London Sinfonia und trat auf dem London Jazz Festival, Taipei International Jazz Festival und dem Südtirol Jazzfestival Alto Adige auf.
In Anerkennung ihrer Beiträge zur Musik wurde Zawadzki 2022 zum Associate of the Royal Academy of Music und 2023 zum Associate of the Royal Northern College of Music ernannt. Bei den Jazz FM Awards 2025 wurde sie als Vokalistin des Jahres ausgezeichnet.

## Diskographische Hinweise
- China Lane (Whirlwind Recordings 2014)
- Alice Zawadzki, Dan Whieldon: Lela (Odradek Records 2015)
- Within You Is a World of Spring (Whirlwind Recordings 2019, mit Rob Luft, Fred Thomas, Misha Mullov-Abbado, Hyelim Kim sowie Amika String Quartet)
- Alice Zawadzki / Fred Thomas / Misha Mullov-Abbado: Za Górami (ECM Records 2024)